# Bipasha Basu
Bipasha Basu, född 7 januari 1979 i New Delhi, är en Bollywood-skådespelare och fotomodell. Hon har bland annat spelat Sonia Khanna i filmen Jism.
Basu var tillsammans med John Abraham åren 2002–2011. År 2016 gifte sig Basu med Karan Singh Grover.

### Fotnoter
1. ↑  Iyer, Meena (30 augusti 2009). ”Yes, I'm hot & sexy: Bipasha”. The Times of India. http://timesofindia.indiatimes.com/articleshow/4948174.cms. Läst 3 september 2009.
2. ↑  Udasi, Harshikaa (27 mars 2009). ”Just come, sizzle”. The Hindu. http://www.hindu.com/cp/2009/03/27/stories/2009032750010100.htm. Läst 3 september 2009.
3. ↑  ”Bipasha Basu, Karan Singh Grover annouce their wedding, to get hitched on April 30” (på amerikansk engelska). The Indian Express. 7 april 2016. https://indianexpress.com/article/entertainment/bollywood/bipasha-basu-karan-singh-grover-announce-their-marriage-to-get-hitched-on-april-30/. Läst 30 april 2020.